# Nhân khẩu Nhật Bản

Tỷ lệ sinh và tử của Nhật Bản kể từ năm 1950. Sự sụt giảm vào năm 1966 là do đây là năm "hinoe uma" được xem là một điềm xấu của Hoàng đạo Nhật Bản.

Theo thống kê của Bộ Nội vụ và Truyền thông, dân số Nhật Bản là 126,59 triệu người (được xác định vào tháng 1 năm 2018) và là quốc gia lớn thứ mười một trên thế giới. Sau thế kỷ 20, do Nhật Bản gia nhập xã hội hậu công nghiệp, tỷ lệ sinh của dân số đã giảm và điều kiện y tế được cải thiện. Ngoài ra, chính sách kiểm soát nhập cư nghiêm ngặt đã khiến Nhật Bản trở thành một trong những quốc gia có dân số già nhất thế giới và Nhật Bản cũng bình quân đầu người. Một trong những quốc gia tồn tại lâu nhất. Hiện tại, tổng dân số và lực lượng lao động của Nhật Bản tiếp tục giảm.

## Phân phối
Nhật Bản là một quốc gia có mức độ đô thị hóa cao với khoảng 92% dân số sống ở các khu vực thành thị và hiện chỉ có 5% dân số là nông nghiệp. Khoảng 80 triệu người sống ở phía Thái Bình Dương của Quần đảo Honshu và phía bắc của Quần đảo Kyushu. Tokyo số dân hơn 9,7 triệu người, những nơi khác như thành phố Yokohama có 3,8 triệu người; Osaka có 2,8 triệu người; Nagoya Thành phố có 2,3 triệu người; Sapporo có 2,0 triệu người; thành phố Kobe có 1,5 triệu người; Thành phố Kyoto có 1,5 triệu người; Fukuoka Thành phố có 1,6 triệu người, 1,5 triệu người người ở thành phố Kawasaki và 1.000.211 người ở thành phố Kitakyushu. 

### Quốc tịch
Quốc tịch Nhật Bản được sử dụng và những người thiểu số nói tiếng Nhật đơn ngữ thường cư trú ở Nhật Bản trong nhiều thế hệ dưới tư cách thường trú nhân mà không có được quyền công dân tại quốc gia họ sinh ra, mặc dù về mặt pháp lý họ được phép làm như vậy. Điều này là do luật pháp Nhật Bản không công nhận hai quốc tịch sau tuổi trưởng thành và vì vậy mọi người trở thành công dân Nhật Bản nhập tịch phải từ bỏ quyền công dân của các quốc gia khác khi họ đến tuổi 20. Một số người Hàn Quốc và Trung Quốc và con cháu của họ (chỉ có thể nói Người Nhật và thậm chí có thể chưa bao giờ đến thăm quốc gia có quốc tịch mà họ nắm giữ) không muốn từ bỏ quốc tịch khác này.
Ngoài ra, những người mang quốc tịch Nhật Bản phải đặt tên bằng cách sử dụng bộ ký tự tiếng Nhật hiragana, katakana và/hoặc kanji. Tên sử dụng bảng chữ cái phương Tây, bảng chữ cái Hàn Quốc, ký tự tiếng Ả Rập, vv không được chấp nhận làm tên hợp pháp. Các ký tự Trung Quốc thường được chấp nhận về mặt pháp lý vì gần như tất cả các ký tự Trung Quốc được chính phủ Nhật Bản công nhận là hợp lệ. Chuyển ngữ tên không phải tiếng Nhật bằng katakana (ví dụ ス ミ "Sumisu " cho "Smith") cũng được chấp nhận về mặt pháp lý.
Tuy nhiên, một số người nước ngoài nhập tịch cảm thấy rằng trở thành công dân Nhật Bản có nghĩa là họ có tên tiếng Nhật và họ nên từ bỏ tên nước ngoài của họ, và một số cư dân nước ngoài không muốn làm điều này mặc dù hầu hết người Hàn Quốc thường trú và người Trung Quốc đã sử dụng tiếng Nhật tên. Tuy nhiên, khoảng 10.000 người Hàn Quốc tại Nhật nhập tịch mỗi năm. Khoảng 98,6% dân số là công dân Nhật Bản và 99% dân số nói tiếng Nhật là ngôn ngữ đầu tiên của họ. Người không phải dân tộc Nhật Bản trong quá khứ, và ở một mức độ nào đó trong hiện tại, cũng sống với số lượng nhỏ trong quần đảo Nhật Bản.

## Dân số

### Dân số lịch sử
Theo số liệu từ điều tra dân số tháng 10 năm 2010, Nhật Bản 's dân lên đến đỉnh điểm ở 128.057.352. Kể từ ngày 1 tháng 10 năm 2015, dân số đã giảm xuống còn 127.094.745 - biến Nhật Bản trở thành quốc gia đông dân thứ mười thế giới vào thời điểm đó. Tổng dân số đã giảm 0,8 phần trăm kể từ thời điểm điều tra dân số năm năm trước, lần đầu tiên nó đã giảm kể từ cuộc điều tra dân số năm 1945. Quy mô dân số của Nhật Bản có thể được quy cho với tốc độ tăng trưởng cao có kinh nghiệm trong cuối thế kỷ 19 và đầu thế kỷ 20.
Kể từ năm 2010, Nhật Bản đã trải qua mất dân số ròng do tỷ lệ sinh giảm và hầu như không nhập cư, mặc dù có một trong những tuổi thọ cao nhất thế giới, ở mức 85,00 năm tính đến năm 2016 (đứng ở mức 81,25 vào năm 2006). Sử dụng ước tính hàng năm cho tháng 10 mỗi năm, dân số đạt đỉnh vào năm 2008 ở mức 128.083.960 và đã giảm 285.256 vào tháng 10 năm 2011 Mật độ dân số của Nhật Bản là 336 người trên mỗi km vuông.
Dựa trên 2012 dữ liệu từ Viện Quốc gia về Dân số và Nghiên cứu An Sinh Xã Hội, dân số Nhật Bản sẽ tiếp tục giảm thêm khoảng một triệu người mỗi năm trong những thập kỷ tới, trong đó sẽ rời Nhật Bản với dân số 42 triệu trong 2110. Hơn 40% dân số dự kiến sẽ ở độ tuổi trên 65 vào năm 2060. Năm 2012, dân số trong sáu năm liên tiếp giảm 212.000, mức giảm lớn nhất từ năm 1947 và cũng phản ánh mức thấp kỷ lục là 1,03 triệu ca sinh. Năm 2014, một kỷ lục mới về giảm dân số - 268.000 người - đã xảy ra. Tính đến năm 2013, hơn 20 phần trăm dân số Nhật Bản từ 65 tuổi trở lên.
Xếp hạng dân số thế giới của Nhật Bản giảm từ thứ 7 xuống thứ 8 năm 1990, xuống thứ 9 năm 1998 và xuống thứ 10 vào đầu thế kỷ 21. Trong năm 2015, nó đã giảm xuống vị trí thứ 11, theo cả Liên Hợp Quốc và PRB. Trong giai đoạn 2010 đến 2015, dân số giảm gần một triệu

### Mật độ dân số

Mật độ dân số của Nhật Bản

Mật độ dân số của Nhật Bản là 336 người/km2 tính đến năm 2014 (874 người trên mỗi dặm vuông) theo các chỉ số phát triển thế giới. Nó đứng thứ 35 trong danh sách các quốc gia theo mật độ dân số, xếp hạng ngay trên Philippines (347 mỗi km 2) và ngay dưới Curacao (359 mỗi km 2). Từ năm 1955 đến 1989, giá đất tại sáu thành phố lớn nhất đã tăng 15.000% (+ 12% một năm). Giá đất đô thị thường tăng 40% từ 1980 đến 1987; tại sáu thành phố lớn nhất, giá đất tăng gấp đôi trong khoảng thời gian đó. Đối với nhiều gia đình, xu hướng này đặt nhà ở tại các thành phố trung tâm ngoài tầm với.
Kết quả là việc đi lại kéo dài đối với nhiều công nhân ở các thành phố lớn, đặc biệt là ở khu vực Tokyo, nơi việc đi lại hàng ngày hai giờ mỗi chiều là phổ biến. Năm 1991, khi nền kinh tế bong bóng bắt đầu sụp đổ, giá đất bắt đầu giảm mạnh, và trong vài năm đã giảm 60% dưới mức đỉnh. Sau một thập kỷ giảm giá đất, cư dân bắt đầu quay trở lại các khu vực trung tâm thành phố (đặc biệt là 23 phường của Tokyo), bằng chứng là số liệu thống kê dân số năm 2005. Mặc dù gần 70% Nhật Bản bị rừng bao phủ, công viênở nhiều thành phố lớn, đặc biệt là Tokyo và Osaka, thì nhỏ hơn và khan hiếm hơn ở các thành phố lớn ở Tây Âu hoặc Bắc Mỹ. Tính đến năm 2014, công viên trên mỗi người dân ở Tokyo là 5,78 mét vuông,, gần bằng một nửa so với 11,5 mét vuông của Madrid.
Chính phủ quốc gia và khu vực dành nguồn lực để làm cho các thành phố và khu vực nông thôn trở nên hấp dẫn hơn bằng cách phát triển mạng lưới giao thông, dịch vụ xã hội, công nghiệp và các tổ chức giáo dục trong nỗ lực phân cấp định cư và cải thiện chất lượng cuộc sống. Tuy nhiên, các thành phố lớn, đặc biệt là Tokyo, Yokohama và Fukuoka, và ở mức độ thấp hơn là Kyoto, Osaka và Nagoya, vẫn hấp dẫn đối với những người trẻ tuổi tìm kiếm giáo dục và việc làm.

## Tỷ lệ sinh
Vào tháng 2 năm 2007, Nhật Bản đã trải qua tốc độ tăng trưởng âm đầu tiên trong 40 năm. Do tỷ lệ sinh ở Nhật Bản thấp hơn, Nhật Bản sẽ bước vào thời kỳ tăng trưởng dân số âm trong 50 năm tới. Nhiều người cho rằng điều này sẽ ảnh hưởng đến sự ổn định xã hội. Một số nhà nhân khẩu học tin rằng lợi ích của việc giảm dân số của Nhật Bản là Nhật Bản không còn là một quốc gia đông đúc và việc giảm dân số có lợi cho môi trường sinh thái.

## Ngôn ngữ
Xã hội Nhật Bản của người Yamato là ngôn ngữ đồng nhất với quần thể nhỏ của Hàn Quốc (0,9 triệu), Trung Quốc/Đài Loan (0,65 triệu), Philippines (306.000 số là Philippines Nhật Bản; trẻ em xuất thân Nhật Bản và Philippines). Người Brasil (300.000 người, nhiều người trong số họ là người Nhật Bản) cũng như người Peru và người Argentina của cả người Mỹ gốc Latinh và người Nhật Bản. Nhật Bản có các nhóm thiểu số bản địa như người Ainu và Lưu Cầu, những người thường nói tiếng Nhật.

## Tôn giáo
| Tỷ lệ tôn giáo Nhật Bản                         | Tỷ lệ tôn giáo Nhật Bản           | Tỷ lệ tôn giáo Nhật Bản | Tỷ lệ tôn giáo Nhật Bản | Tỷ lệ tôn giáo Nhật Bản |
| ----------------------------------------------- | --------------------------------- | ----------------------- | ----------------------- | ----------------------- |
|                                                 |                                   |                         |                         |                         |
| Thần đạo                                        | Thần đạo                          |                         | 99%                     | 99%                     |
| Phật giáo (Đồng thời cả Thần đạo)               | Phật giáo (Đồng thời cả Thần đạo) |                         | 80%                     | 80%                     |
| Kitô giáo                                       | Kitô giáo                         |                         | 1%                      | 1%                      |
| Khác, không rõ                                  | Khác, không rõ                    |                         | 7.1%                    | 7.1%                    |
| Cơ quan Tình báo Trung ương Khảo sát năm 2012。 |                                   |                         |                         |                         |

Hiến pháp Nhật Bản đảm bảo quyền tự do tôn giáo của người dân và không có tôn giáo nhà nước. Do đó, tôn giáo Nhật Bản rất đa dạng. Tuy nhiên, dựa trên các yếu tố lịch sử, Thần đạo và Phật giáo Nhật Bản là tôn giáo chính của Nhật Bản. Trong văn hóa, hầu hết người dân Nhật Bản tin vào Thần đạo và Phật giáo cùng một lúc. Thần đạo Nhật Bản dạy khoảng 99% dân số, và Phật tử chiếm khoảng 80% dân số. Nhưng cũng có nhiều thanh niên Nhật Bản vẫn tham gia vào các nghi lễ tôn giáo, nhưng họ nghĩ rằng họ là người theo thuyết bất khả tri hoặc vô thần.